# Lake Bosworth
Lake Bosworth és una concentració de població designada pel cens dels Estats Units a l'estat de Washington. Segons el cens del 2000 tenia 204 habitants.

## Demografia
Segons el cens del 2000, Lake Bosworth tenia 204 habitants, 79 habitatges, i 60 famílies. La densitat de població era de 151,5 habitants per km².
Dels 79 habitatges en un 35,4% hi vivien nens de menys de 18 anys, en un 65,8% hi vivien parelles casades, en un 5,1% dones solteres, i en un 22,8% no eren unitats familiars. En el 16,5% dels habitatges hi vivien persones soles l'1,3% de les quals corresponia a persones de 65 anys o més que vivien soles. El nombre mitjà de persones vivint en cada habitatge era de 2,58 i el nombre mitjà de persones que vivien en cada família era de 2,85.
Per edats la població es repartia de la següent manera: un 24,5% tenia menys de 18 anys, un 5,9% entre 18 i 24, un 28,4% entre 25 i 44, un 31,4% de 45 a 60 i un 9,8% 65 anys o més.
L'edat mediana era de 41 anys. Per cada 100 dones de 18 o més anys hi havia 100 homes.
La renda mediana per habitatge era de 57.917 $ i la renda mediana per família de 59.333 $. Els homes tenien una renda mediana de 60.156 $ mentre que les dones 25.156 $. La renda per capita de la població era de 23.526 $. Cap de les famílies estaven per davall del llindar de pobresa.

## Poblacions més properes
El següent diagrama mostra les poblacions més properes.